# Sam Hughes (cầu thủ bóng đá)
Samuel Joseph Hughes (sinh ngày 15 tháng 4 năm 1997) là một cầu thủ bóng đá người Anh thi đấu ở vị trí Hậu vệ cho Leicester City.

## Sự nghiệp
Hughes là sản phẩm của học viện Chester. Anh gia nhập Leicester City vào tháng 7 năm 2017, thi đấu ở đội trẻ. Anh gia nhập Salford City theo dạng cho mượn vào tháng 9 năm 2019 và ra mắt giải quốc nội ngày 7 tháng 9 năm 2019.